# Dave Holland (bassista)
Dave Holland (Wolverhampton, 1º ottobre 1946) è un compositore e contrabbassista inglese.

## Biografia
Bassista Jazz, nato a Wolverhampton, Gran Bretagna, Holland inizió lo studio del basso da bambino; più grande frequentò un corso di tre anni alla Guildhall School of Music and Drama.  Già nel 1967 suonava regolarmente al Ronnie Scott's, famoso jazz club di Londra, dove accompagnava i musicisti in visita.  Prendeva anche parte al movimento free jazz londinese che si raccoglieva attorno al batterista John Stevens, apparendo nell'album Karyobin, un classic della Spontaneous Music Ensemble uscito nel 1968.

Nello stesso anno, Miles Davis e Philly Joe Jones lo ascoltarono suonare al Ronnie Scott's e Jones disse a Holland che Davis lo voleva nel suo gruppo (al posto di Ron Carter). Davis lasciò l'Inghilterra prima che Holland potesse parlargli e dopo due settimane Holland ricevette una telefonata che gli dava tre giorni di tempo per raggiungere New York per un ingaggio nel night club di Count Basie. Arrivò la sera prima, ospite di Jack DeJohnette e il giorno dopo Herbie Hancock lo accompagnò al locale. Da quel momento sarebbe iniziata una collaborazione biennale con Davis. Il debutto di Holland corrispose all'ultima performance di Hancock col gruppo di Davis: poco dopo partì per la luna di miele in Brasile e fu rimpiazzato da Chick Corea quando una malattia gli impedì di ricongiungersi al gruppo. Holland compare nelle registrazioni di Davis a partire dal settembre 1968, nell'album Filles de Kilimanjaro, con Davis, Corea, Wayne Shorter and Tony Williams.

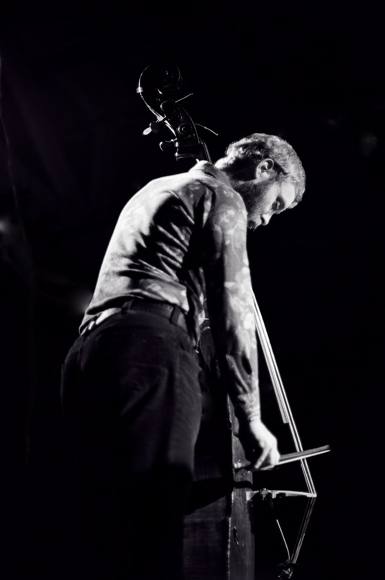
Dave Holland nel 1976

Holland rimase con Davis fino all'estate del 1970 e figura negli album In a Silent Way e Bitches Brew, momenti fondamentali nello sviluppo del genere jazz fusion. Il suo primo anno con Davis vide Holland suonare principalmente il basso acustico, per poi passare - dal 1970 - al basso elettrico (con frequente uso di wah-wah ed altri effetti elettronici) nel solco della direzione 'elettrica' imposta al gruppo da Davis. Holland faceva anche parte del gruppo stabile di Davis, a differenza di altri musicisti che comparivano solo in studio. Il cosiddetto 'quintetto perduto' (Davis, Shorter, Corea, Holland e DeJohnette) lavorò per tutto il 1969, ma non registrò mai in studio e in questa formazione.
Esiste una registrazione dal vivo assieme al percussionista Airto Moreira, It's About That Time, che fu pubblicata nel 2001, mentre nel 2012 è stato pubblicato il cofanetto quadruplo Live in Europe 1969 - Bootleg series Vol. 2. In seguito Steve Grossman rimpiazzò Shorter all'inizio del 1970; Keith Jarrett si unì come secondo tastierista e Gary Bartz rimpiazzò Grossman nell'estate del 1970.

Lasciato il gruppo di Davis, Holland formò il gruppo Circlee con Chick Corea, Barry Altschul e Anthony Braxton e iniziò una duratura collaborazione con l'editrice ECM.  Nel 1972 venne registrato Conference of the Birds, con Sam Rivers, Altschul e Braxton, il primo album di Holland come leader e l'inizio di un lungo sodalizio con Rivers. La composizione Conference of the Birds, che dà il titolo all'album e fu ispirata a Holland dal canto degli uccelli all'alba fuori dalla finestra della sua casa di Londra, è un pezzo di delicata bellezza che è assurto al rango di standard.

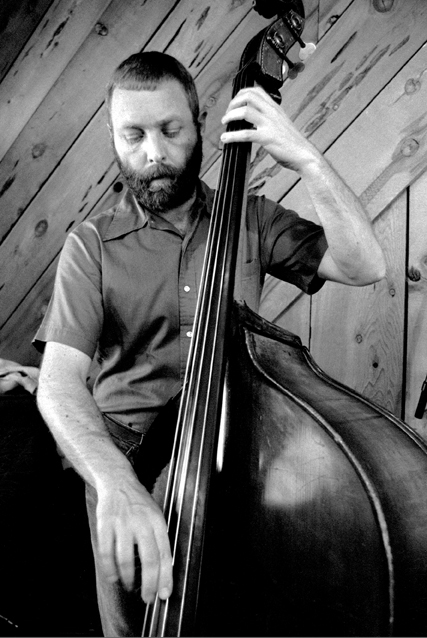
Dave Holland nel 1987

Holland negli anni 70 lavorò come leader e come sideman con molti altri musicisti: tra gli altri Stan Getz, Chick Corea, Anthony Braxton, Sam Rivers, e il Gateway Trio con John Abercrombie e Jack DeJohnette. Il Gateway trio pubblicò due importanti lavori nel 1975 e 1977, per ricostituirsi nel 1994 in una seduta che fruttò altri due album. La maggior parte del lavoro di Holland si è svolto con formazioni medio-piccole (ma si hanno anche incisioni in solo o in duo).
Nel 1980 Holland lasciò Rivers per formare una serie di quartetti e quintetti e per lavorare come sideman di Herbie Hancock ed altri.
La più recente formazione del Dave Holland Quintet nata nel 1997, ha vinto numerosi Grammy: i suoi membri sono Robin Eubanks (trombone); Steve Nelson (marimba, vibrafono); Chris Potter (sax); e Billy Kilson (poi Nate Smith) (batteria).
Holland è ben noto per il suo interesse per i giovani musicisti , che compaiono molto spesso nelle sue formazioni. Il quintetto ha registrato anche sotto il nome di Dave Holland Big Band con l'aggiunta di una sezione di otto tra ottoni e ance. Il secondo album della band, Overtime del 2004, fu pubblicato dalla casa editrice di Holland.
Come compositore, Holland produce spesso temi quasi folk, con ritmi asimmetrici e per due voci (spesso trombone e sax).
Come strumentista Holland - che compare regolarmente vicino alla cima delle classifiche  Il miglior jazzista dell'anno di molte riviste specializzate, ed è stabilmente tornato al basso acustico e talvolta al violoncello - si distingue per maestria tecnica e per un timbro solido, potente e pulito (sia al pizzicato, sia all'archetto).
Dal 2006 Dave Holland vive nella parte nord dello stato di New York.

## Discografia
Con Miles Davis:
- Filles de Kilimanjaro - 1969
- In a Silent Way - 1969
- Bitches Brew - 1970
- Miles Davis at Fillmore: Live at the Fillmore East - 1970
- Live-Evil - 1971
- Water Babies (1976 - tracce inedite, anni 1967-1968)
- Black Beauty: Miles Davis at Fillmore West - 1977
- Live at the Fillmore East, March 7, 1970: It's About That Time - 2001
- Live in Europe 1969 - Bootleg series vol. 2 - 2012

Con Kenny Wheeler
- Flutter by, butterfly - 1987 - Soul Note

Lavori principali:
- Music from Two Basses (with Barre Phillips) - 1971 - ECM
- Conference of the Birds - 1972 - ECM
- Sam Rivers/Dave Holland, Vol. 1 - 1976 - Improvising Artists
- Sam Rivers/Dave Holland, Vol. 2 - 1976 - Improvising Artists
- Emerald Tears - 1977 - ECM
- Life Cycle - 1982 - ECM
- Jumpin' In - 1983 - ECM
- Seeds of Time - 1984 - ECM
- The Razor's Edge - 1987 - ECM
- Triplicate - 1988 - ECM
- Extensions - 1989 - ECM
- Ones All - 1993 - Intuition
- Dream of the Elders - 1995 - ECM
- Points of View - 1998 - ECM
- Prime Directive - 2000 - ECM
- Not for Nothin' - 2001 - ECM
- What Goes Around - 2002 - ECM
- Extended Play: Live at Birdland - 2003 - ECM
- Overtime - 2005 - Dare2
- Critical Mass - 2006
- Prism - 2013 - Dare2

Compilation:
- Rarum, Vol. 10: Selected Recordings - 2004 - ECM